# Nasir
Nasir é o decimo primeiro álbum de estúdio do rapper estadunidense Nas. Foi lançado em 15 de junho de 2018 pelas editoras discográficas Mass Appeal Records e Def Jam Recordings. Ele marca o primeiro álbum de Nas desde Life is Good, lançado em 2012. O álbum conta com as participações especiais de Kanye West, Puff Daddy, 070 Shake, Tony Williams e The-Dream.
O disco foi inteiramente produzido pelo rapper e produtor musical Kanye West. Nasir foi recebido com críticas mistas dos críticos musicais, e estreou no número cinco na Billboard 200, enquanto a música "Cops Shot the Kid" alcançou o número 96 na Billboard Hot 100.

## Antecedentes
O álbum Major Key do musico estadunidense DJ Khaled, lançado em 2016, continha a faixa "Nas Album Done", que revelava que o próximo álbum de estúdio de Nas já estaria pronto.

## Lançamento e divulgação
Em abril de 2018, Kanye West anunciou que estava produzindo o novo álbum de Nas com uma data de lançamento de 15 de junho de 2018. Uma festa de lançamento para o álbum aconteceu em 14 de junho de 2018, em Queensbridge, Nova York, e foi transmitida pelo canal Mass Appeal Records no YouTube.

## Desempenho comercial
Nasir estreou na quinta posição na Billboard 200, a principal parada musical que ranqueia os álbuns mais populares da semana no Estados Unidos, vendendo o equivalente a 77 mil copias na sua semana de estréia. O álbum marca o decimo segundo álbum do artista a alcançar o top-dez no país. na sua segunda semana o álbum caiu para trigésima sexta posição na parada musical, vendendo o equivalente a 14 mil copias.

## Lista de faixas
| N.º            | Título                                                       | Produtor (es)                                           | Duração |  |
| 1.             | "Not for Radio" (com participação de Puff Daddy e 070 Shake) | West Dean [a] Benny Blanco [a] Cashmere Cat [a]         | 3:22    |  |
| 2.             | "Cops Shot the Kid" (com participação de Kanye West)         | West Dawson [a]                                         | 2:47    |  |
| 3.             | "White Label"                                                | West Dean [b] BoogzDaBeast [b]                          | 2:58    |  |
| 4.             | "Bonjour" (com participação de Tony Williams)                | West Pope [a] Dean [b] Eric Danchick [b]                | 3:21    |  |
| 5.             | "Everything" (com participação de The-Dream e Kanye West)    | West Dean [a] Blanco [a] Cashmere Cat [a] Plain Pat [b] | 7:32    |  |
| 6.             | "Adam and Eve" (com participação de The-Dream)               | West Dean [b] Plain Pat [b] Evan Mast [b]               | 4:10    |  |
| 7.             | "Simple Things"                                              | West Dean [a]                                           | 2:19    |  |
| Duração total: | Duração total:                                               | Duração total:                                          | 26:29   |  |

Notas
- ↑[a]  significa co-produtor
- ↑[b]  significa produtor adicional

## Desempenho nas paradas musicais
| Gráfico(2018)                           | Melhor posição |
| --------------------------------------- | -------------- |
| Alemanha (Offizielle Deutsche Charts)   | 59             |
| Austrália (ARIA)                        | 54             |
| Áustria (Ö3 Austria Top 40)             | 49             |
| Bélgica (Ultratop Flandres)             | 27             |
| Bélgica (Ultratop Valônia)              | 80             |
| Dinamarca (Hitlisten)                   | 19             |
| Escócia (Official Scottish Albums)      | 60             |
| Estados Unidos (Billboard 200)          | 5              |
| Estados Unidos (Top R&B/Hip Hop Albums) | 4              |
| Finlândia (Suomen virallinen lista)     | 44             |
| França (SNEP)                           | 173            |
| Irlanda (IRMA)                          | 24             |
| Itália (FIMI)                           | 95             |
| Nova Zelândia (RMNZ)                    | 15             |
| Noruega (VG-lista)                      | 16             |
| Países Baixos (Dutch Charts)            | 13             |
| Reino Unido (Official Albums Chart)     | 16             |
| Reino Unido (UK R&B Albums Chart)       | 3              |
| Suécia (Sverigetopplistan)              | 29             |
| Suíça (Schweizer Hitparade)             | 12             |